# Rozlišování velikosti písmen
Rozlišování velikosti písmen, citlivost na malá a velká písmena neboli case sensitivity v informatice určuje, zda jsou velká a malá písmena považována za odlišná (rozlišují se, systém je case-sensitive) nebo ekvivalentní (nerozlišují se, systém je case-insensitive). Když se například uživatelé chtějí něco dozvědět o psech, hledají v elektronickém článku či knize řetězce „pes“, „Pes“ nebo „PES“, které pro ně mají stejný význam. Požadují tedy vyhledávání bez ohledu na velikost písmen. Jindy mohou dát naopak přednost vyhledávání s rozlišováním velkých a malých písmen.

## Oblasti významu
Rozlišování malých a velkých písmen se může lišit v závislosti na situaci:
Vyhledávání
Uživatelé očekávají, že systémy pro vyhledávání informací budou schopny správně rozlišovat malá a velká písmena v závislosti na povaze operace. Uživatelé, kteří hledají slovo „pes“ v online deníku, si pravděpodobně nepřejí rozlišovat mezi „Pes“ a „pes“, protože to první se vyskytuje na začátku věty a od druhého nemá významovou odlišnost. Naopak uživatelé, kteří hledají obchodní značku, lidské jméno nebo název města, mohou chtít odlišit malá a velká písmena k odfiltrování irelevantních výsledků.
Uživatelská jména
Autentizační systémy obvykle nerozlišují velká a malá písmena uživatele, aby usnadnily zapamatování, snížily složitost psaní a eliminovaly možnost jak omylu, tak podvodu, když se dvě uživatelská jména liší pouze velikostí písmen.
Hesla
U hesel autentizační systémy obvykle rozlišují malá a velká písmena. To umožňuje uživatelům zvýšit složitost jejich hesel.
Název souboruOperační systémy podobné Unixu tradičně zacházejí s názvy souborů tak, že rozlišují malá a velká písmena. Microsoft Windows nerozlišuje malá a velká písmena, ale u většiny souborových systémů zachovává velikost písmen.
Adresy URLSekce cesty, dotazu, fragmentu a oprávnění adresy URL mohou, ale také nemusí rozlišovat velká a malá písmena v závislosti na přijímajícím webovém serveru.